# 千葉県道85号茂原夷隅線
千葉県道85号茂原夷隅線（ちばけんどう85ごう もばらいすみせん）は、千葉県茂原市からいすみ市に至る県道（主要地方道）である。起点から長生村・七井戸交差点までは国道128号と重複する。

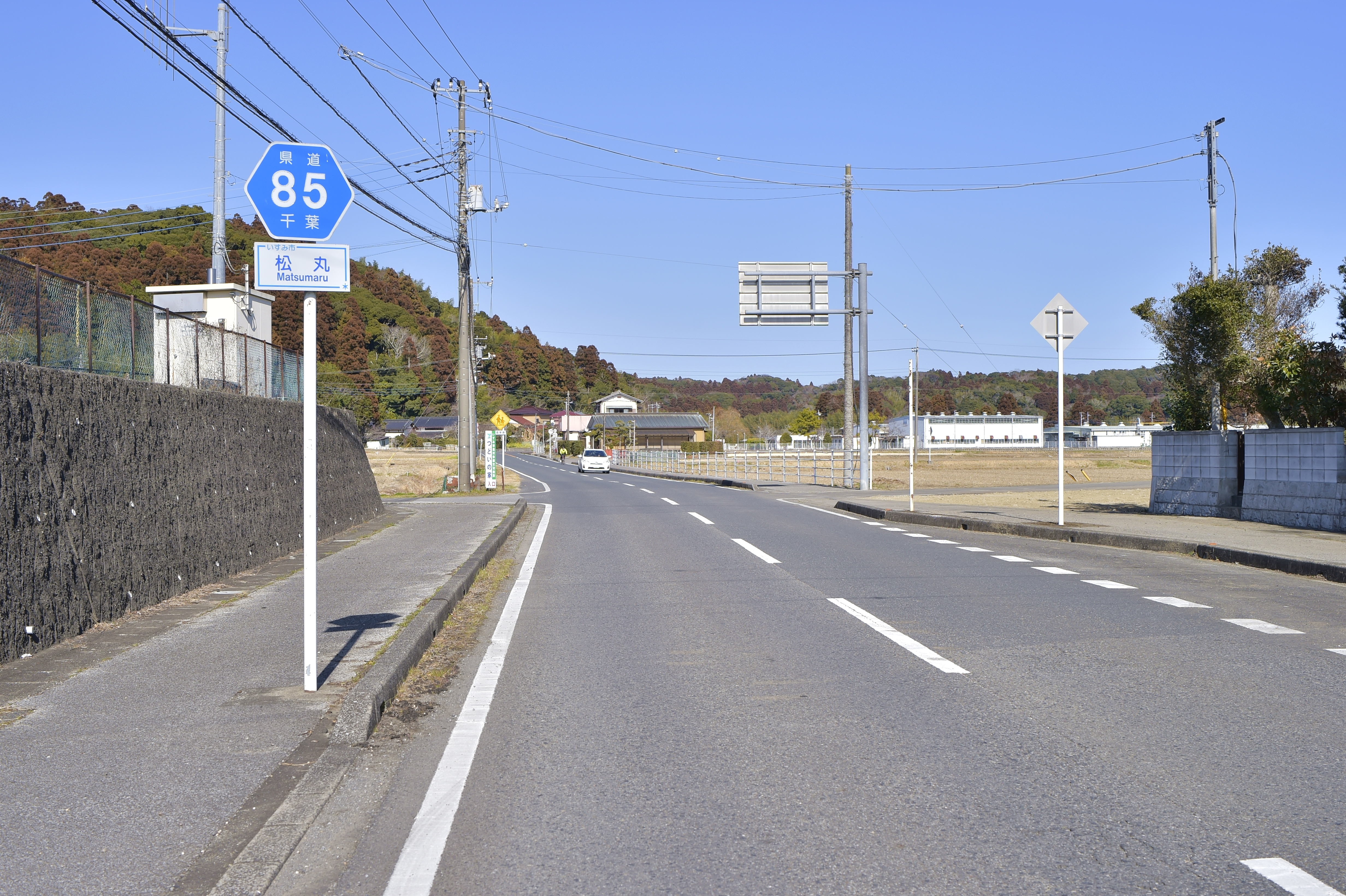
千葉県道85号茂原夷隅線
いすみ市松丸（2023年2月）

## 路線データ
- 起点：茂原市茂原 茂原交差点（国道128号重複区間、千葉県道27号茂原大多喜線交点）
- 終点：いすみ市苅谷 苅谷T字路（国道465号交点）
- 総延長：*.* km（長生土木事務所管内：*.* km、夷隅土木事務所管内：8.255 km[1]）
- 重用延長：*.* km（長生土木事務所管内：*.* km、夷隅土木事務所管内：0.0 km）
- 実延長：15.885 km（長生土木事務所管内：7.630 km[2]、夷隅土木事務所管内：8.255 km[1]）

## 路線状況

### 重複区間
- 茂原交差点 - 七井土交差点（国道128号）
- 信号交差点（上市場） - 上市場交差点（千葉県道148号南総一宮線）
- 千町保育所前交差点 - 信号交差点（松丸）（千葉県道153号夷隅太東線）

### 道路施設

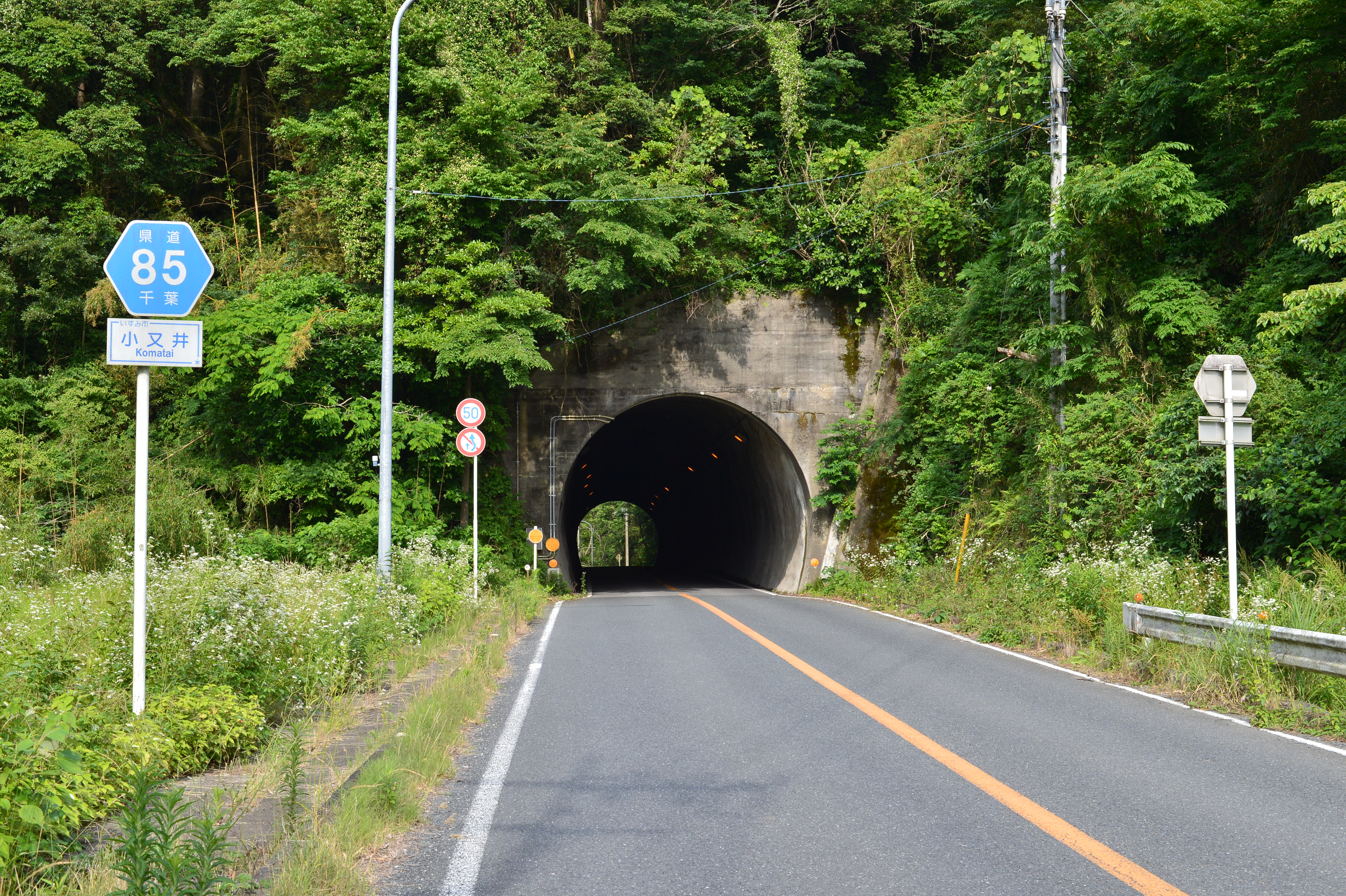
いすみ市小又井にある小又井隧道の西側坑口（2015年6月）

- 落合橋（阿久川、茂原市）※国道128号重用
- 北川橋（一宮川、長生村七井土 - 睦沢町寺崎）
- 南川橋（埴生川、睦沢町寺崎）
- 八坂橋（桑田川）
- 小又井隧道（いすみ市岬町岩熊 - 同市小又井：延長102m）[3]
- 小松橋（神置川）
- 須賀谷橋（須賀谷川）
- 松丸橋（松丸川
- 権現堂橋（権現堂川）

## 地理

### 通過する自治体
- 千葉県
  - 茂原市 - 長生郡長生村 - 長生郡睦沢町 - いすみ市

### 交差する道路
千葉県茂原市
- 千葉県道27号茂原大多喜線（茂原交差点）※国道128号重複
- 千葉県道41号茂原停車場線（八千代3丁目交差点）※国道128号重複

千葉県長生郡長生村
- 国道128号（七井土交差点）
- 千葉県道293号茂原環状線（七井土）
- 千葉県道402号長生茂原自転車道線（北川橋北側）

千葉県長生郡睦沢町
- 千葉県道148号南総一宮線（上市場）
- 千葉県道148号南総一宮線（上市場交差点）

千葉県いすみ市
- 千葉県道274号松丸一宮線（松丸・須賀谷）
- 千葉県道153号夷隅太東線（千町保育所前交差点）
- 千葉県道153号夷隅太東線（松丸）
- 国道465号（苅谷T字路）

### 周辺の施設
- 茂原市立茂原小学校
- 長生郡市広域市町村圏組合中央消防署
- いすみ市立千町小学校
- いすみ市立国吉小学校
- いすみ市立国吉中学校
- いすみ市役所夷隅庁舎
- いすみ鉄道いすみ線
- 国吉駅